# Шарапов, Айдар Чагдурович
Айдар Чагдурович Шарапов (18 февраля 1973 — 6 сентября 2002) — сотрудник Министерства внутренних дел Российской Федерации, старший прапорщик милиции, погиб при исполнении служебных обязанностей во время Второй чеченской войны, кавалер ряда наград.

## Биография
Родился 18 февраля 1973 года в селе Цагатуй Джидинского района Бурятской Автономной Советской Социалистической Республики. После окончания средней школы в селе Ичетуй работал чабаном в сельском производственном кооперативе «Цагатуй». В мае 1991 года был призван на службу в Вооружённые Силы СССР. Служил в городе Хабаровске.
В 1993 году был демобилизован и поступил на службу в органы Министерства внутренних дел Российской Федерации. Начинал службу милиционером во 2-й роте Отдельного батальона патрульно-постовой службы при Министерстве внутренних дел Республики Бурятии. Дослужился до звания старшего прапорщика милиции и должности заместителя командира взвода.
Во время контртеррористической операции на Северном Кавказе Шарапов неоднократно командировался на Северный Кавказ, где принимал активное участие в боевых действиях против незаконных вооружённых формирований сепаратистов на территории Чечни и Дагестана. За многочисленные отличия неоднократно поощрялся командованием, был награждён медалью ордена «За заслуги перед Отечеством» 2-й степени.
В ходе очередной командировки, в ночь с 5 на 6 сентября 2002 года в районном центре Чеченской Республики — городе Гудермесе — произошёл взрыв гранаты. В результате него от множественных осколочных ранений погиб старший прапорщик милиции Айдар Чагдурович Шарапов. Ещё шесть милиционеров получили ранения различной степени тяжести.
Похоронен на кладбище села Цагатуй Джидинского района Бурятии.

## Память
- В честь Шарапова названа улица в селе Цагатуй Джидинского района Бурятии.
- Имя Шарапова увековечено на монумента милиционерам-джидинцам, погибшим при исполнении служебных обязанностей[3].
- В память о Шарапове и ещё одном погибшем милиционере, старшем лейтенанте милиции Сергее Доржи-Хандуевиче Дандянове, в Цагатуе ежегодно проводится турнир по мини-футболу[4].